# 작은그리슨
작은그리슨(Galictis cuja)은 족제비과에 속하는 포유류의 일종이다. 남아메리카에서 발견된다.

## 특징
작은그리슨은 가늘고 긴 몸과 짧은 다리 그리고 털이 많은 꼬리를 갖고 있다. 긴 목 그리고 평평한 이마와 둥근 귀를 가진 머리를 갖고 있다. 근연 관계에 있는 큰그리슨보다 작고, 몸길이는 27~52cm에 꼬리 길이는 14~19cm이다. 성장을 마쳤을 때 몸무게는 1.2~2.4kg 정도이다. 암컷이 수컷보다 더 작고 가늘다.

## 분포 및 서식지
작은그리슨은 남아메리카 남부의 대부분의 지역에서 발견되며, 해수면으로부터 최대 4200m의 높이까지 서식한다. 광범위한 서식지에서 발견되지만, 초원과 숲, 관목 지대 그리고 산림 목초지를 포함하여 일반적으로 물 근처에서 산다. 또한 일부 지역에서는 농경지와 목초지에서도 발견된다.
4종의 아종이 알려져 있다.
- Galictis cuja cuja – 볼리비아 남서부, 아르헨티나 서부, 칠레 중부.
- Galictis cuja furax – 브라질 남부, 아르헨티나 북동부, 우루과이, 파라과이
- Galictis cuja huronax – 볼리비아 중남부, 아르헨티나 동부
- Galictis cuja luteola – 페루 남단, 볼리비아 서부